# Tantara ny Andriana eto Madagasikara
Tantara ny Andriana eto Madagasikara (Malagassisch: 'Geschiedenis van de andriana (kaste van aristocraten) in Madagaskar') is een verzameling van verslagen uit de mondelinge geschiedenis van het volk van de Merina. Een groot deel handelt over de vorsten van het Koninkrijk Imerina.

## Ontstaan
De verslagen zijn verzameld door de Franse priester François Callet in de periode tussen 1878 en 1881, tijdens de regering van koningin Ranavalona II. Callet vertaalde ze vanuit het Malagassisch in het Frans en publiceerde ze in 1908 gebundeld in het boek Tantara ny Andriana (Histoire des rois). Naast de geschiedenis van de Merina bevat het boek ook mondelinge vertellingen van andere volkeren, verzameld door Malagassische historici.

## Nut
Het grootste deel wat tegenwoordig bekend is over de Malagassische monarchen werd verzameld in twee historische werken van Raombana, een secretaris aan het hof van koningin Ranavalona I, en in Tantara ny Andriana eto Madagasikara. Deze drie werken zijn nog steeds de voornaamste bron voor de geschiedenis van het Koninkrijk Imerina van vóór de regering van koning Radama I. Doordat ze een verzameling van mondelinge overleveringen zijn, bevatten ze echter veel discrepanties. Zo is aan de hand van deze verslagen niet duidelijk of koningin Rafohy uit de 16e eeuw een zuster, een dochter of een pleegdochter was van haar voorganger, koningin Rangita.